# Islamul în Turcia
     <1% (Cehia, Estonia, Finlanda, Ungaria, Islanda, Irlanda, Letonia, Lituania, Republica Moldova, Polonia, Portugalia, România, Slovacia)
     1%-2% (Belarus, Croația, Italia, Malta, Monaco, Ucraina)
     2%-4% (Andorra, Danemarca, Luxemburg, Norvegia, Serbia, Slovenia, Spania)
     4%-5% (Germania, Grecia, Liechtenstein, Elveția, Marea Britanie)
     5%-10% (Austria, Belgia, Franța, Olanda, Suedia, Georgia)
     10%-20% (Bulgaria, Cipru, Muntenegru, Rusia)
     20%-30%
     30%-40% (Macedonia)
     40%-50% (Bosnia și Herțegovina)
     50%-60%
     60%-70%  (Albania)
     70%-80%
     80%-90% (Kosovo)
     90%-95%
     95%-100% (Turcia)
Islamul reprezintă religia majoritară în Turcia, cu o tradiție de aproximativ o mie de ani printre turcii din Asia Mică.
Aproximativ 99% din populația statului este în mod oficial de religie Islamică, conform actelor de identitate, chiar dacă niciodată nu s-a realizat o statistică legată de religie. Conform Eurobarometrului, musulmanii reprezintă 94% din populația țării. Guvernul turc recunoaște oficial doar trei minorități religioase—Biserica Ortodoxă Greacă, Biserica Armeană și Comunitatea Evreiască; restul populației fiind considerată de religie islamică, chiar dacă există și alte comunități ne-musulmane. Majoritatea turcilor sunt musulmani sunniți.
Participarea la viața religioasă este mai scăzută în comparație cu alte state predominant musulmane, iar identitatea islamică tinde să se bazeze mai mult pe tradiția și pe moștenirea culturală, decât pe dogma religioasă. Sistemul guvernamental turc este bazat pe modelul european, fiind în favoarea existenței unui stat laic.
Laicizarea Turciei a început în ultimii ani de existență ai Imperiului Otoman și a fost cea mai importantă și mai controversată reformă a lui Mustafa Kemal Atatürk. Sub conducerea acestuia, califatul a fost abolit. Puterea autorităților religioase a fost diminuată și apoi eliminată. 
Chiar dacă Turcia a fost laicizată la nivel oficial, religia a rămas o forță la nivel popular. După anul 1950 unii lideri politici au încercat să profite de atașamentul popular față de religie. Elita politică s-a opus unor asemenea încercări, considerând că laicismul este un principiu esențial al Ideologiei Kemaliste. Totuși, în anii '80, o nouă generație de lideri locali educați, dar motivați religios, a reușit să se opună dominației elitei politice laice. În 1994, sloganuri care promiteau că o întoarcere la Islam va pune capăt problemelor economice, au ajutat candidații religioși să câștige alegerile locale din Istanbul și Ankara, cele mai mari orașe din Turcia. În ultimul deceniu, islamul a cunoscut o revenire accentuată în viața politică datorită politicienilor conservatori în frunte cu prim-ministrul, apoi președintele Recep Tayyip Erdoğan.

## Islamul în istoria Turciei

Marea Moschee Ayasofya.

La sfârșitul secolului al VII-lea, a început convertirea la Islam a popoarelor turcice, care migrau spre vest dinspre Asia de Nord spre Asia Centrală. Primul val de turci s-a convertit la Sunnism. Ca războinici ai credinței islamice, aceștia au colonizat Anatolia în numele Islamului, după înfrângerea bizantinilor în Bătălia de la Manzikert (1071). Începând cu secolul XII, au apărut noi valuri de turci, majoritatea aparținând ordinelor Sufi. Un astfel de ordin este cel Safavid, ordin care la început a fost sunnit și apolitic, dar care mai târziu a devenit shiit și având baze politice, stabilindu-se în ceea ce astăzi este nord-vestul Iranului. În timpul secolelor XIV și XV, ordinul Safavid și alte ordine similare, cum ar fi ordinul Bektasi au devenit rivali ai otomanilor.
Căderea Constantinopolului—oraș pe care turcii l-au numit Istanbul—în 1453 le-a permis otomanilor să-și consolideze imperiul în Anatolia și Tracia. Între secolele XV-XVI, pentru o mai bună coordonare a comunității de musulmani aflată în creștere, autoritățile otomane au creat o întreagă ierarhie religioasă în fruntea căreia se aflau muftii regionali și Șeyhülislam. Această ierarhie s-a păstrat până la finalul imperiului.

## Statutul libertății religioase în Turcia

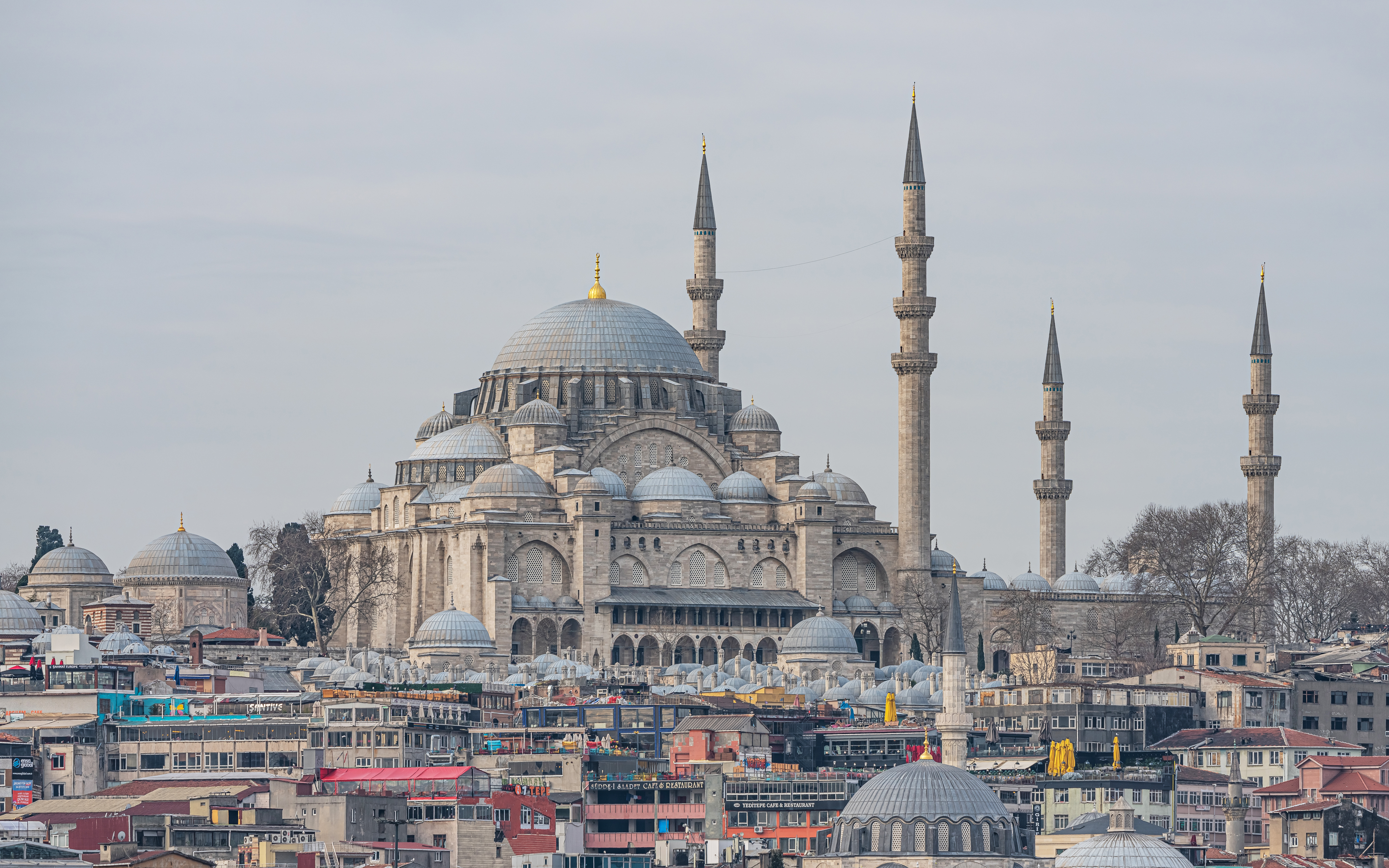
Moscheea Süleymaniye (Süleymaniye Camii) din Istanbul a fost construită din ordinul sultanului Suleiman Magnificul în 1557

Constituția turcă garantează libertatea religioasă, iar Guvernul de la Ankara respectă, în general, acest drept; totuși, acesta impune anumite restricții musulmanilor și altor grupuri religioase, precum și libertății de expresie religioasă a musulmanilor în instituțiile publice, inclusiv universități, de cele mai multe ori motivul acestor restricții fiind păstrarea caracterului laic al statului și menținerea acestuia la o anumită distanță față de orice credință religioasă. Constituția stabilește faptul că statul turc este unul laic și garantează libertatea de cult, precum și alte drepturi. Totuși, alte mențiuni constituționale privind integritatea și existența unui stat laic restricționează aceste drepturi. În timp ce majoritatea statelor laice au inclusă educația religioasă în sistemul educațional, în Turcia, o persoană poate urma o astfel de educație numai după o anumită vârstă, stabilită de autorități, lucru foarte important, având în vedere faptul că Turcia este singura țară cu adevărat laică din lumea musulmană (se consideră că există o anumită diferență între lumea musulmană și cea creștină în cea ce privește condițiile necesare stabilirii unui stat laic). Este interzisă fondarea școlilor religioase (islamice sau nu). Singura astfel de instituție este Imam Hatip Lisesi, o școală controlată de stat. Constituția interzice discriminarea pe baze religioase. Statul a jucat rolul de a apăra laicismul turc de-a lungul istoriei Republicii. În unele cazuri, unii doctori, avocați, profesori, etc care au insistat să manifeste înclinații religioase au fost concediați. Mai mult, oficialii Armatei, ai căror rude utilizează veșminte islamice sunt concediați.
Guvernul supraveghează facilitățile religioase prin intermediul Președinției pentru Afaceri Religioase (Diyanet), care se subordonează direct primului-ministru. Diyanet-ul are responsabilitatea de a asigura funcționarea celor aproximativ 75.000 de moschei înregistrate pe tot cuprinsul țării și de a angaja imami locali și provinciali.